# Phoma incompta
Phoma incompta är en lavart som beskrevs av Sacc. & Martelli 1892. Phoma incompta ingår i släktet Phoma, ordningen Pleosporales, klassen Dothideomycetes, divisionen sporsäcksvampar och riket svampar.   Inga underarter finns listade i Catalogue of Life.